# Daniel Burckhardt-Werthemann

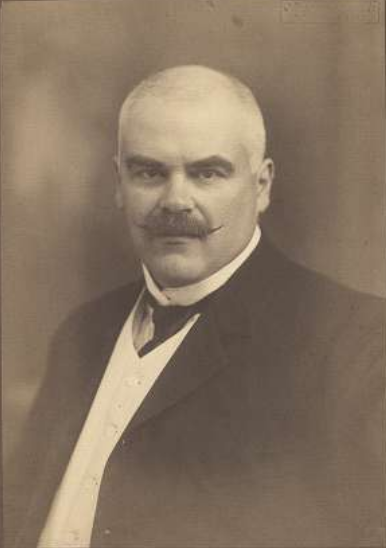
Daniel Burckhardt-Werthemann

Daniel Burckhardt-Werthemann (* 10. September 1865 in Basel; † 26. Oktober 1949 ebenda) war ein Schweizer Kunsthistoriker, Konservator und Hochschullehrer.

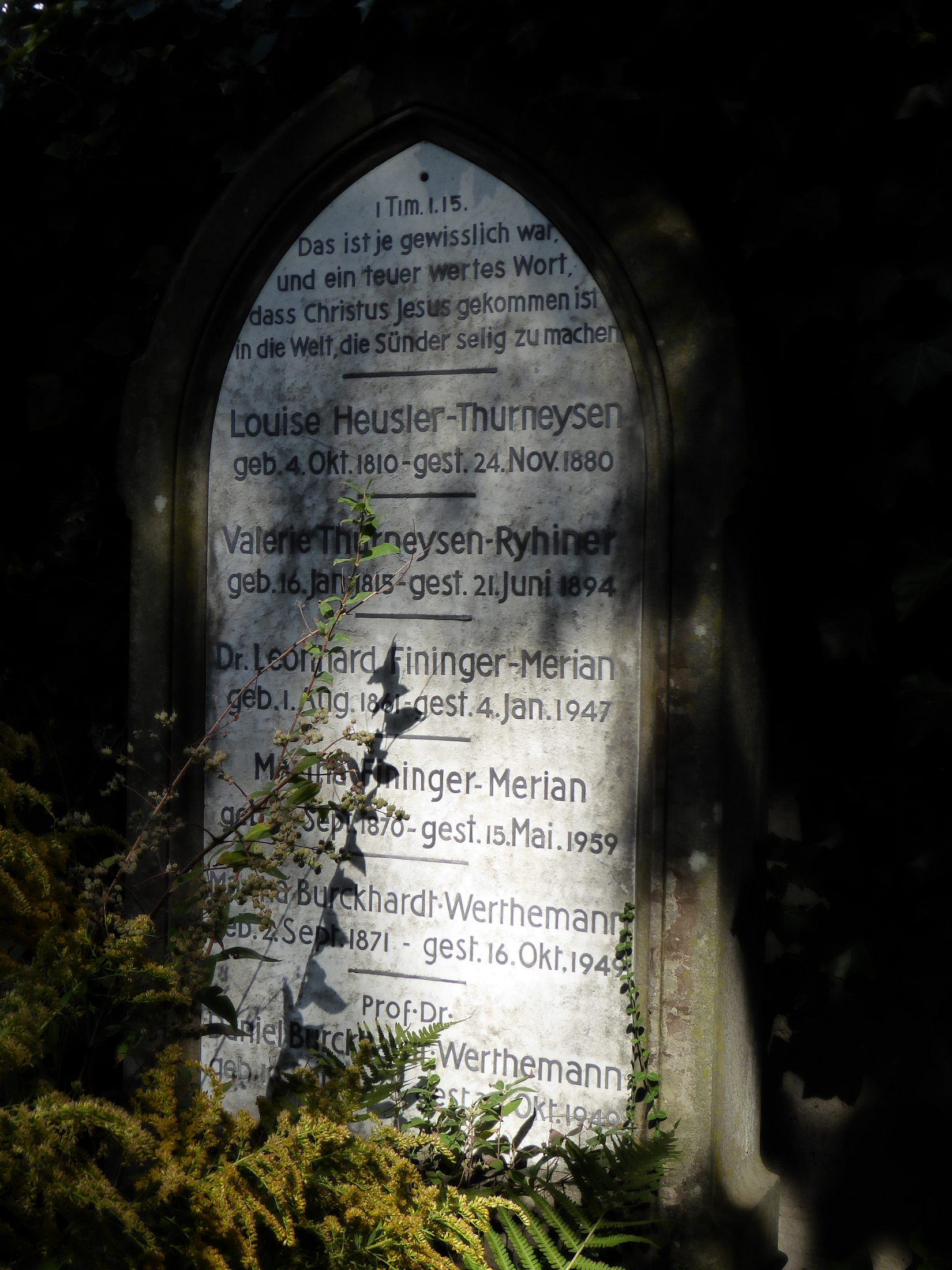
Familiengrab Wolfgottesacker, Basel

## Leben und Werk
Burckhardt war der einzige Sohn des Bandfabrikanten Daniel (1832–1894) und der Valerie, geborene Thurneysen (1838–1921). Sein Schwager war der Astronom und Hochschullehrer Albert Riggenbach (1854–1921). Burckhardt wuchs zusammen mit seinen drei Geschwistern in Basel im «Württembergerhof» auf und besuchte das Gymnasium in Basel. Zudem hielt er sich für ein paar Monate an dem von Theodor von Lerber gegründeten Freien Gymnasium in Bern auf und wurde zusätzlich im Konfirmationsunterricht von Eduard von Wattenwyl unterrichtet.
Burckhardt studierte anschliessend an der theologischen Fakultät der Église Indépendante de Neuchâtel bei Frédéric Godet. Nach ein paar Monaten wandte er sich jedoch dem Studium der Kunstgeschichte und der Archäologie zu. Nachdem er an der Universität Strassburg sein Doktorexamen bestanden hatte, amtete er 1887 bis 1901 als Konservator der Öffentlichen Kunstsammlung, anschliessend bis 1906 als deren Präsident. 1892 habilitierte er sich an der Universität Basel für Kunstgeschichte, 1902 bis 1912 las er als ausserordentlicher Professor. 1910–1921 war er Mitglied der Basler Kunstkommission und 1903–1917 der Kommission zum Historischen Museum, 1901–1929 auch Mitglied der eidgenössischen Gottfried Keller-Stiftung.
Daniel Burckhardt-Werthemann gelang der Nachweis, dass der junge Albrecht Dürer sich in Basel aufgehalten hat.  Weiter hat er, von der Signatur auf dem Rahmen des Petrus-Altars in Genf ausgehend, den Maler Konrad Witz und dessen Werk identifiziert.  Über seinen Weg zu dieser Entdeckung hat er später ausführlich berichtet.
In späteren Jahren lebte Daniel Burckhardt-Werthemann auf seinem Landgut bei Langenbruck. Er und seine Frau Martha, geborene Werthemann, engagierten sich stark in der «Evangelisationsbewegung». So war er Präsident der Pilgermission auf St. Chrischona und übernahm die Redaktion des Christlichen Volksboten und des Volksbotenkalenders. In Basel blieb er aber auch mit zahlreichen Publikationen zur Kunst- und Kulturgeschichte des 17.–19. Jahrhunderts bis zuletzt präsent.
Burckhardt war Vater von drei Töchtern und starb zehn Tage nach seiner Frau. Seine letzte Ruhestätte fand er auf dem Wolfgottesacker in Basel.